# Милош Манић (лекар)
Милош Манић био је српски офтамолог. Он је први офталмолог у Лесковцу.
Др Милош Манић који је специјалистички испит из офталмологије положио 1959. године у Београду. Његовим доласком најпре се отвара специјалистичка амбуланта у Дому народног здравља, а касније. 22. новембра 1960. године почело је да ради и Очно одељење при Општој болници у Лесковцу.И све што данас Лесковац има од офталмологије дело је прим др Милоша Манића и његових сарадника.

## Биографија
Прим. др Милош Манић рођен је у Лесковцу 1926. године. Медицински факултет је завршио у Београду 1954. године. Специјалистички испит положио 1959. године, такође у Београду и тако постао први офталмолог у Лесковцу. Оснивач је офталмолошке службе и њен први начелник. Стручно се усавршавао у Одеси и Ахену. Упознао се са радом офталмолошких клиника у Атини, Софији, Будимпешти, Ротердаму и Букурешту. Био је оснивач очних амбуланти у Врању, Сурдулици, Власотинцу, Медвећи, Вучју и Бојнику. Сем професионалног бављења био је активан и у раду Подружнице Српског лекарског друштва у Лесковцу и у својој Офталмолошкој секцији. Добитник је Повеље Офталмолошке секције СЛД. Био је члан испитне комисије на Медицинском факултету у Нишу за полагање специјалистичких испита, члан уредивачког одбора часописа „Apollinem medicum et Aesculapium". Одликован је Орденом рада са сребарним венцем, Орденом рада са златним венцем и Повељом града Лесковца. Начелник офталмолошке службе у Лесковцу од 1959. до 1990. године. Назив примаријуса добио 1970. године. Пензионисан је 1991. године.